# Google Lively
Lively fue un proyecto de prueba de Google que recreaba un mundo virtual vía web. Fue presentado el 8 de julio de 2008 y su estructura era similar a Second Life. Lively permitía a los internautas crear avatares de cualquier raza y su propia parcela en un mundo virtual en tres dimensiones, donde también se podían subir fotografías y vídeos accesibles vía streaming. Cada usuario podía interactuar con otros avatares, moverse libremente, mostrar su estado de ánimo con animaciones o entrar en parcelas creadas por otros usuarios, que posteriormente, podían enlazarse a foros, webs o blogs para que cualquier navegante entrase en su parcela personalizada.
El proyecto tenía el mismo objetivo que Second Life, pero a diferencia de éste los usuarios de Lively no podían comprar o vender cosas. Como no había contenido generado por el usuario en Lively, cosas como ropas y estilos de pelo estaban limitados a un catálogo de selecciones prediseñadas.
El proyecto fue encabezado por Niniane Wang.
El 19 de noviembre de 2008 se anunció que para diciembre del mismo año el servicio cerraría, y el 1 de enero de 2009 este proyecto dejó de funcionar.